# Maria van Courtenay
Maria van Courtenay (ca. 1204 - september 1228) was een dochter van Peter II van Courtenay en Yolande van Henegouwen. Ze was gehuwd met Theodoros I Laskaris en fungeerde enkele jaren als regentes voor haar neef Boudewijn II van Namen.

## Biografie
Maria van Courtenay werd geboren als de dochter van Peter II van Courtenay, Latijns keizer van Constantinopel en Yolande van Henegouwen. Ten tijde van de gevangenschap van Peter II was Yolande regentes van het rijk. In 1219 huwde Maria met Theodoros I Laskaris en werd ze keizerin van Nicaea. Theodoros stierf al na twee jaar en Maria bleef kinderloos achter, ze had slechts enkele stiefkinderen.
In het jaar dat Maria van Courtenay trouwde met Theodoros verkreeg Maria's broer Robert de titel van Latijns keizer. Hij stierf echter al in 1228, waardoor de troon overging naar Maria's elfjarige broertje Boudewijn. De baronnen van Constantinopel kozen daarop Maria als regentes voor de jonge vorst. Door de verkregen macht betitelde zichzelf als keizerin. Lang duurde haar regentschap niet, ze overleed al na acht maanden.

## Voorouders
| Voorouders van Maria van Courtenay (1204-1228) | Voorouders van Maria van Courtenay (1204-1228)                                  | Voorouders van Maria van Courtenay (1204-1228)                                  | Voorouders van Maria van Courtenay (1204-1228)                                | Voorouders van Maria van Courtenay (1204-1228)                                | Voorouders van Maria van Courtenay (1204-1228)                                | Voorouders van Maria van Courtenay (1204-1228)                                | Voorouders van Maria van Courtenay (1204-1228)                                | Voorouders van Maria van Courtenay (1204-1228)                                |
| ---------------------------------------------- | ------------------------------------------------------------------------------- | ------------------------------------------------------------------------------- | ----------------------------------------------------------------------------- | ----------------------------------------------------------------------------- | ----------------------------------------------------------------------------- | ----------------------------------------------------------------------------- | ----------------------------------------------------------------------------- | ----------------------------------------------------------------------------- |
| Overgrootouders                                | Lodewijk VI van Frankrijk (1081-1137) ∞ 1115 Adelheid van Maurienne (1092-1154) | Lodewijk VI van Frankrijk (1081-1137) ∞ 1115 Adelheid van Maurienne (1092-1154) | Reinout van Courtenay (1110-1161) ∞ Helena van Donjon (-)                     | Reinout van Courtenay (1110-1161) ∞ Helena van Donjon (-)                     | Boudewijn IV van Henegouwen (1110-1171) ∞ 1127 Aleidis van Namen (1110-1169)  | Boudewijn IV van Henegouwen (1110-1171) ∞ 1127 Aleidis van Namen (1110-1169)  | Diederik van de Elzas (1100-1168) ∞ 1139 Sybille van Anjou (1116-1165)        | Diederik van de Elzas (1100-1168) ∞ 1139 Sybille van Anjou (1116-1165)        |
| Grootouders                                    | Peter I van Courtenay (1126-1183) ∞ 1150 Elisabeth van Courtenay (1127-1205)    | Peter I van Courtenay (1126-1183) ∞ 1150 Elisabeth van Courtenay (1127-1205)    | Peter I van Courtenay (1126-1183) ∞ 1150 Elisabeth van Courtenay (1127-1205)  | Peter I van Courtenay (1126-1183) ∞ 1150 Elisabeth van Courtenay (1127-1205)  | Boudewijn de Moedige (1150-1195)) ∞ 1139 Margaretha van de Elzas (1145-1194)  | Boudewijn de Moedige (1150-1195)) ∞ 1139 Margaretha van de Elzas (1145-1194)  | Boudewijn de Moedige (1150-1195)) ∞ 1139 Margaretha van de Elzas (1145-1194)  | Boudewijn de Moedige (1150-1195)) ∞ 1139 Margaretha van de Elzas (1145-1194)  |
| Ouders                                         | Peter II van Courtenay (1167-1219)) ∞ 1193 Yolande van Henegouwen (1175-1219)   | Peter II van Courtenay (1167-1219)) ∞ 1193 Yolande van Henegouwen (1175-1219)   | Peter II van Courtenay (1167-1219)) ∞ 1193 Yolande van Henegouwen (1175-1219) | Peter II van Courtenay (1167-1219)) ∞ 1193 Yolande van Henegouwen (1175-1219) | Peter II van Courtenay (1167-1219)) ∞ 1193 Yolande van Henegouwen (1175-1219) | Peter II van Courtenay (1167-1219)) ∞ 1193 Yolande van Henegouwen (1175-1219) | Peter II van Courtenay (1167-1219)) ∞ 1193 Yolande van Henegouwen (1175-1219) | Peter II van Courtenay (1167-1219)) ∞ 1193 Yolande van Henegouwen (1175-1219) |